# Suite...
Albums de Baptiste Trotignon
Share
(2009) Song, Song, Song
(2012)
Suite... est un album live du pianiste de jazz français Baptiste Trotignon sorti en 2010 sur le label Naïve. On y retrouve, à peu de chose près, le même groupe que celui qui figurait sur son album précédent, Share.
Sur cet enregistrement figure une Suite en cinq parties de cinquante minutes sans interruption, composée par Baptiste Trotignon. Les parties sont introduites par un Prologue et entrecoupées de deux Interludes. On peut y discerner, entre autres, les influences de la musique classique (Prologue, Interlude I) et brésilienne (Part IV). Baptiste Trotignon et Mark Turner jouent la Part IV sous le titre O do borogodo sur l'album Dusk Is a Quiet Place.
L'album se termine par Flow, une composition du pianiste qui figurait sur Share, jouée sur un rythme impair (11/4) (alors que presque toute la suite est jouée dans rythmiques paires), qui permet de mettre en valeur le jeu du batteur Eric Harland. Suit un standard, I Fall in Love Too Easily, qui clôt en légèreté l'album.

## Liste des pistes
| No  | Titre                     | Musique                 | Durée |
| --- | ------------------------- | ----------------------- | ----- |
| 1.  | Suite... Prologue         | Baptiste Trotignon      | 1:13  |
| 2.  | Suite... part I           | Baptiste Trotignon      | 10:07 |
| 3.  | Suite... part II          | Baptiste Trotignon      | 11:01 |
| 4.  | Suite... part III         | Baptiste Trotignon      | 11:47 |
| 5.  | Suite... interlude I      | Baptiste Trotignon      | 2:33  |
| 6.  | Suite... part IV          | Baptiste Trotignon      | 3:38  |
| 7.  | Suite... interlude II     | Baptiste Trotignon      | 2:37  |
| 8.  | Suite... part V           | Baptiste Trotignon      | 7:29  |
| 9.  | Flow                      | Baptiste Trotignon      | 11:18 |
| 10. | I Fall in Love Too Easily | Sammy Cahn & Jule Styne | 8:47  |

## Personnel
- Baptiste Trotignon - piano
- Jeremy Pelt : trompette
- Mark Turner : saxophone
- Matt Penman : contrebasse
- Eric Harland : batterie

Sur I fall in love too easily
- Baptiste Trotignon : piano
- Thomas Bramerie : contrebasse
- Franck Agulhon : batterie